# Don't Rush
Don't Rush è un singolo della cantante statunitense Kelly Clarkson, pubblicato nel 2012 ed estratto dalla raccolta Greatest Hits - Chapter One. Il brano ha visto la collaborazione del cantante Vince Gill.
La canzone è stata scritta da Blu Sanders, Natalie Hemby e Lindsay Chapman.

## Tracce
Download digitale
1. Don't Rush (featuring Vince Gill) – 4:02